# سرودار
سرودار هي قرية في مقاطعة كرج، إيران. يقدر عدد سكانها بـ 319 نسمة بحسب إحصاء 2016.